# قطعنامه ۷۵۹ شورای امنیت
قطعنامه ۷۵۹ شورای امنیت سازمان ملل متحد که در تاریخ ۱۲ ژوئن ۱۹۹۲ تصویب شد، سندی بین‌المللی دربارهٔ قبرس است. این قطعنامه طی نشست ۳۰۸۴ام با ۱۵ رای موافق، ۰ مخالف و ۰ ممتنع تصویب شد.